# Mourir sur scène
Pour les articles homonymes, voir Mourir sur scène (homonymie).
Singles de Dalida
Confidences sur la fréquence Femme...
Mourir sur scène est une des chansons emblématiques du répertoire de Dalida, sortie en 1983. Elle est souvent considérée comme la chanson la plus représentative de la fin de carrière de la chanteuse.
Écrite par Michel Jouveaux et composée par Jeff Barnel, elle est à l'origine conçue pour être chantée par Johnny Hallyday ou Michel Sardou, deux des plus importants chanteurs français des années 1970. Jeff Barnel, lorsqu'il compose la chanson, demande à l'auteur de cette dernière d'adapter le texte pour Dalida.
La chanson figure sur l’album Les P'tits Mots sorti en 1983. Cette chanson, qui n’est initialement pas appelée à être un succès commercial, est publiée en face B du 45 tours Les P'tits Mots. De sa parution jusqu'au dernier récital de la chanteuse, donné à Antalya en Turquie en avril 1987, elle fait partie de son répertoire scénique.

## Genèse

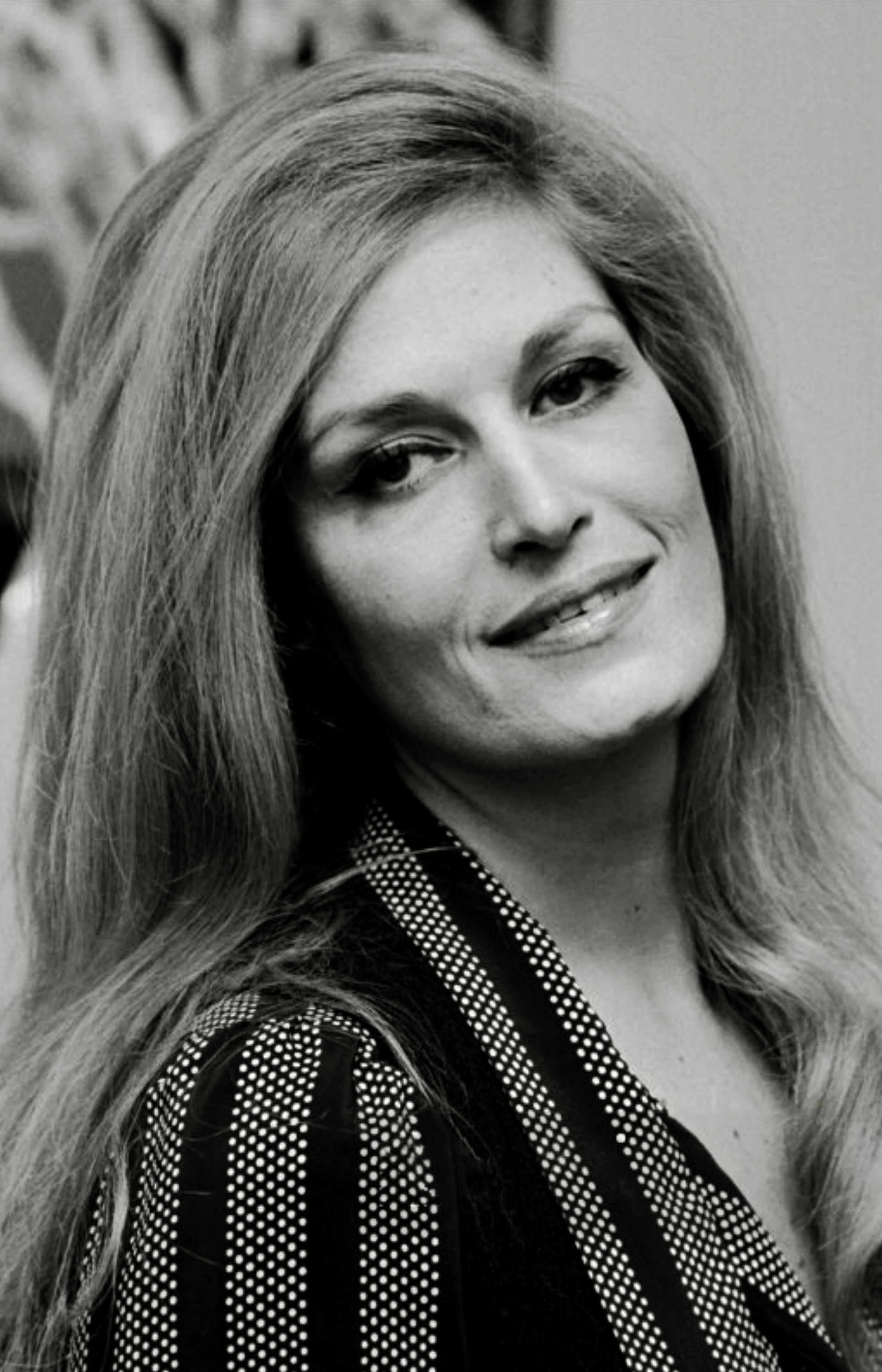
Dalida en 1974.

### Début de dépression
En 1983, Dalida aborde le début d'une longue dépression,. La chute de la chanteuse se dessine et elle devient de plus en plus prévisible. Elle enregistre un album dès 1983 qui compte trois chansons autobiographiques. Elle raconte sa vie et sa situation sentimentale lors de la sortie du disque. Les chansons ont une allure explicitement testamentaire.

### Deux autres chansons liées entre elles
Dans Bravo, elle se projette dans le futur et s'imagine en l'an 2000, oubliée du public qui l'a jadis idolâtrée. Elle fait référence à une génération qui ne se rappelle pas de la chanteuse. Elle affronte le miroir d'une Dalida vieillissante qui n'existera jamais.
La deuxième chanson autobiographique est Téléphonez-moi où elle lance un cri de détresse à son public. Elle raconte d'abord que la solitude la ronge et que seul son public la maintient en vie. Elle fait aussi des références à ce que les médias disent d'elle lors de son soutien public au candidat socialiste François Mitterrand à l'élection présidentielle française de 1981 telles que « J'ai envie d'écouter d'autres mots, que ceux qu'on écrit dans les journaux » ou encore « Je ne suis pas une panthère rose, qui griffe et puis qui s'en va ».

### Naissance d'une chanson
La chanson qui fait le plus gros succès de l'album Les P'tits Mots est certainement Mourir sur scène. Dans celle-ci, elle s'adresse directement à la mort, l'interpelle et fait allusion à sa tentative de suicide en 1967. Elle dit par exemple : « Toi et moi on se connaît déjà, on s'est vues de près souviens-toi... ». Par la même occasion, elle fait savoir à la mort qu'elle seule décidera du moment où l'une et l'autre se rejoindront : « Moi qui ai tout choisi dans ma vie/ Je veux choisir ma mort aussi ». La chanson n'est pas à l'origine pour Dalida, Michel Jouveaux, lorsqu'il écrit ce titre, a dans l'esprit de faire ressortir l'amour qu'un chanteur peut avoir par rapport à la scène, en pensant d'abord à Johnny Hallyday ou Michel Sardou, deux autres grands chanteurs des années 1970 et 1980. Mais son ami Jeff Barnel compose une musique et demande au parolier d'adapter son texte en incluant des références à la vie de Dalida comme sa tentative de suicide de 1967. Il est convaincu que cette chanson est faite pour la chanteuse. Lors de la découverte du texte par la chanteuse, cette dernière ne veut pas chanter cette chanson car elle ne l'aime pas. Sur les conseils de son frère et producteur Orlando, elle enregistre finalement la chanson. Contre les conseils de Jeff Barnel, le frère de Dalida décide de mettre le titre Mourir sur scène en face B et Les Petits Mots en face A sur le single du même nom.

### Promotion de la chanson au Canada et en France
Dalida commence la promotion de l'album Les P'tits mots au Canada au cours du mois d'avril 1983. Elle est alors l'invitée d'honneur de l'émission spéciale « Télé-Québec Téléthon » dans laquelle elle interprète cinq chansons de l'album. Mourir sur scène en fait partie et le public est largement conquis par la prestation de la chanteuse. Pour promouvoir l'album en France, Dalida enregistre une émission spéciale d'une heure intitulée « Formule un » avec la première émission de télévision française « Les Carpentiers ». Elle interprète sept chansons du nouvel album et sa performance la plus notable étant Mourir sur scène.

### Naissance d'un mythe
Cette chanson, échec commercial lors de sa sortie, deviendra la chanson la plus emblématique de la fin de carrière de la chanteuse. Le fait est que dans cette dernière, la chanteuse dit clairement à son public et à ses fans que sa volonté est de mourir en pleine activité, c'est-à-dire chanter devant ceux qui ont de l'affection pour la chanteuse. Lors de son suicide, son public et les médias ont immédiatement associé cette fin tragique à la chanson « Mourir sur scène ».

## Interprétations scéniques
Dalida interprète Mourir sur scène dans la plupart de ses concerts jusqu'en avril 1987 où elle chante à Antalya en Turquie devant le président turc. Durant ses apparitions à la télévision en France comme dans les émissions Cadence 3 ou Champs Elysées, elle porte différentes robes créées pour elle par des couturiers. Ces dernières peuvent être à la fois très colorées comme très sobres voire très sombres. La plus représentée reste la robe très foncée avec des petites traces de coutures dorées comme lors de la promotion du titre au Québec ou encore en France où elle chante en playback sans microphone.
Lors de certaines interprétations publiques, elle est vêtue d'une robe blanchâtre. Les projecteurs illuminent la chanteuse tout d'abord avec des couleurs froides avant de l'éclairer avec des couleurs chaudes dès le premier refrain. Dalida recourt à des gestes avec ses mains et sa tête mettant en avant le texte de la chanson. Pour d'autres représentations, la chanteuse oscille entre des tenues sobres — marron voire vert foncé, et excentriques — colorées avec des paillettes.
Un clip sera tourné pour le show télévisé Dalida Idéale réalisé par Jean-Christophe Averty en 1984, Dalida se mettant en scène devant de nombreux projecteurs colorés et scintillants. Pour l'occasion, elle portera une robe fourreau et arborera un chignon.Ce clip n'a jamais connu de restauration à ce jour.

## Accueil
Le single — où Mourir sur scène est présente en face B du disque — ne parvient pas à entrer dans les 75 premières ventes hebdomadaires en France en 1983. Le single, à sa sortie, est un échec commercial en France malgré une promotion à la télévision et à la radio. Les p'tits mots, en face A, parvient à se positionner à la 13e place du hit-parade de la radio RMC et à la 21e pour celui de la radio RTL. Au Québec, le single parvient à se positionner à la 40e place des ventes la même année.
En janvier 2017, le titre entre dans le classement français et se positionne à la 95e position des ventes de singles. Le titre est notamment popularisé à cette période par la sortie du film Dalida retraçant la vie de la chanteuse.

## Adaptations étrangères
Dalida enregistre la chanson en plusieurs langues étrangères :
1. Born to sing en anglais (traduction par Norman Newell)[24]
2. Quando nasce un nuovo amore en italien (traduction par Paolo Dossena)[25]
3. Morir cantando en espagnol (traduction par Carlos Toro)[26]

## Reprises
Plusieurs chanteurs reprennent ou adaptent la chanson :
- Camélia Jordana en live sur RTL;
- Les Enfoirés en live dans leur concert annuel de 2021;
- Angèle en live sur Facebook;
- Suzane dans le même studio que l'enregistrement de Dalida;
- Ajda Pekkan adapte la chanson en turc avec le titre Bir gece sahnede[27];
- Shirley Bassey la reprend sous le titre Born to Sing en 1986 en face B du 45-tours There's no place like London ;
- divers chanteurs japonais la reprennent dès les années 80, comme cela se faisait pour de nombreux succès americano-européens, sous le titre「歌い続けて」(utai tsuzukete, littéralement "continuer de chanter"), notamment la chanteuse 山口蘭子 (Ranko YAMAGUCHI)　[28];

- Julien Doré reprend la chanson avec des paroles légèrement modifiées pour une prestation dans l'émission française Nouvelle Star[29];
- Le groupe Les Castafiores fait une reprise de la chanson en 2004[30];
- Amel Bent rend hommage à Dalida en 2012 lors des 25 ans de sa mort en interprétant les chansons À ma manière et Mourir sur scène;
- Le groupe Shaka Ponk avec la participation de Mat Bastard de Skip the Use reprend la chanson sur le plateau de Taratata en mai 2012, et la rejoue au palais omnisports de Paris-Bercy en 2013 avec le rappeur américain Beat Assaillant avant de l'intégrer à leur album The Black Pixel Ape en 2014[31].
- Jobsab dans son album de reprises Répertoire en 2023.
- Bigflo et Oli, Catherine Ringer et Emma, gagnante de The Voice Kids 5 chantent à la place de Vincent Dedienne lors de l'émission Soirée Pyjama organisée par le comédien, le 9 janvier 2019[32].
- La musique est utilisée dans le film On aurait dû aller en Grèce (2024).

## Crédits
- Dalida - chant
- Michel Jouveaux - auteur
- Jeff Barnel - compositeur
- Tony Rallo - arrangeur
- Orlando - producteur

Source

## Classements hebdomadaires
| Classement (2012) | Meilleure position |
| ----------------- | ------------------ |
| Région flamande   | 20                 |

| Classement (2017) | Meilleure position |
| ----------------- | ------------------ |
| France            | 95                 |

## Streaming
Sur Spotify, Mourir sur scène atteint plus de 20 millions d'écoutes. Sur Deezer, le titre parvient à décrocher une popularité de 6,52/10 et se place en deuxième position des chansons écoutées de la chanteuse après Paroles... Paroles....
Sur la plateforme YouTube, le titre parvient à dénombrer plus de 11,6 millions d'écoutes en mars 2023